# Eleonore von Rotenhan
Eleonore Eva von Rotenhan (* 3. Juni 1939 in Hirschberg, Schlesien) entstammt dem fränkischen Adelsgeschlecht der Freiherren von Rotenhan. Sie ist Sozialwirtin und war 1985 bis 1987 Präsidentin des Deutschen Evangelischen Kirchentags in Frankfurt am Main.

## Leben
Ihre Vorfahren bewirtschafteten das Gut Buchwald im Landkreis Hirschberg im Riesengebirge. Dies waren ihre Großeltern Freiherr Friedrich von Rotenhan und Heta von Ostau, Tochter der Anna von Zastrow und Eugen von Ostau-Dretzel, Oberst und Gutsbesitzer auf Schloss Dretzel. Die Eltern waren Werner Freiherr von Rotenhan und Elisabeth Charlotte „Lise-Lotte“ von Mantey, Tochter der Eleonore Ursula Auguste Karoline Elisabeth, geb. von Zülow und des späteren Generalmajors z. D. und Militärschriftstellers Friedrich Otto Hugo von Mantey. Eleonore hat drei Geschwister, die teils in Berlin und in Hirschberg geboren wurden. Nach dem Krieg lebte Eleonore in Ebelsbach.
Eleonore von Rotenhan war von 1983 bis 1987 Mitglied des Präsidiums des Deutschen Evangelischen Kirchentags und von 1985 bis 1987 dessen Präsidentin. 1989 bis 1993 war sie als Gründungsmitglied erste Vorsitzende der Deutschen Alzheimer Gesellschaft (AGM) und später u. a. Ehrenmitglied der AGM München e. V.
Der Grundbesitzer Hans von Ostau war ihr Großonkel.

## Auszeichnungen
- 2008: Verdienstorden der Bundesrepublik Deutschland (am Bande)[5][6]

## Schriften (Auswahl)
- Buchwald - zu Zeiten der Rotenhans (1854-1946). Übersetzung Jacek Dąbrowski, Związek Gmin Karkonoskich, Bukowiec 2016. ISBN 978-83-943438-1-1.
- Paradies im Niemandsland. Alzheimer. Eine literarische Annäherung, Radius, Stuttgart 2009, ISBN 978-3-87173-341-3.
- Das Praktikum. Ein Wegweiser für Praktikanten, Praxisanleiter, Institutionen und Ausbildungsstätten. Kaiser, München 1976, ISBN 3-459-01071-1.
- mit August Sahm: Mitmenschlichkeit im Betrieb-Der Umgang mit problembeladenen Mitarbeitern. Paperbecks/Verlag Moderne Industrie, Landsberg am Lech 1986. ISBN 3-478-54050-X.

## Genealogie
- Hans Friedrich von Ehrenkrook, Walter von Hueck. Et. al.: Genealogisches Handbuch der Freiherrlichen Häuser. A (Uradel). 1959. Band III, Band 21 der Gesamtreihe GHdA, Hrsg. Deutsches Adelsarchiv, C. A. Starke Verlag, Limburg an der Lahn 1959, S. 410.